# Делла Скала, Альберто II
Альбе́рто II де́лла Ска́ла (итал. Alberto II della Scala; 1306, Верона — 13 сентября 1352, Верона) — правитель Вероны из династии Скалигеров.

## Биография
Альберто был сыном Альбойно делла Скала и Беатриче ди Корреджо. Стал правителем Вероны в 1335 году, правил вместе со своим братом Мастино II делла Скала. В начале своего правления, отказавшись от осторожной сбалансированной политики своего отца, начал экспансию по отношению к соседним правителям. 
В 1335 году он вступил во владение Пармой и оккупировал Реджо, выбив оттуда Гонзага. Такая политика вовлекла Верону в войну с Флоренцией, Миланом и Венецией, создавших Лигу, в которую вошли города : Флоренция, Сиена, Болонья, Перуджа и Венеция. 
Умер Альберто II делла Скала в Вероне в 1352 году. Так как наследников у его не было, престол унаследовали сыновья Мастино II.

## Семья
Альберто II  делла Скала был женат на Агнессе де Горица. Детей от этого брака у его не было.